# West End Gang
La West End Gang è una potente organizzazione criminale di Montréal, nel Québec. Attiva sin dai primi anni del '900, accoglie come membri sia irlandesi che franco-canadesi, benché venga riconosciuta come parte della mafia irlandese, con stretti contatti la Winter Hill Gang di Boston.
Rimane stretta alleata della famiglia Rizzuto del Québec e della famiglia Musitano dell'Ontario.
La sua principale occupazione sono i piccoli crimini (furto, rapina, sequestro di persona, truffa), il traffico di armi e lo spaccio di stupefacenti. Negli anni'70 in particolare controllavano quasi tutta la distribuzione e la vendita di cocaina e hashish, che gli venivano forniti da alcuni soci in Florida, a loro volta collegati con i cartelli colombiani e sudamericani.
Fu sempre negli anni '70, quando si svilupparono le famiglie di Cosa Nostra anche in Canada e gli Hells Angels, che la West End Gang strinse contatti con queste organizzazioni nascenti.
Fu così che nacque il Consorzio, un cartello comune dove le famiglie italo-canadesi, gli Hells Angels e la West End Gang gestivano unite il traffico di droga; con sede a Montréal, la droga veniva distribuita in tutti gli Stati Uniti ed il Canada, con il supporto di Cosa Nostra americana e delle varie bande criminali degli Stati Uniti.
Si stima che dagli anni'70 agli anni '90 la banda abbia venduto circa 40 tonnellate di cocaina e 300 tonnellate di hashish, per un valore di 150 miliardi di dollari.
Nel 1984 fu ucciso il boss Frank Ryan, ed altri membri furono condannati per omicidio. Ryan fu sostituito da Allan Ross, che si ritiene avesse organizzato l'omicidio del suo vecchio boss.
Attualmente si ritiene che i membri della West End Gang siano tra i 100 ed i 150 e che continui a collaborare con le altre organizzazioni del Canada orientale. L'attuale boss è Gerald Matticks, spalleggiato da Richard Matticks, che gestisce momentaneamente l'organizzazione mentre Gerald è in prigione.